# 万仞岗遗址
万仞岗遗址，位于中华人民共和国云南省保山市施甸县姚关镇小汉庄村后万仞岗岩厦下的一个旧石器时代遗址。

## 特点
1987年秋，万仞岗遗址开始进行清理，面积30余平方米，文化层堆积厚约1米，有灰坑两个，发现人头骨化石一具，命名为“姚关人”，属全新世早期。出土石器有石锤、砍斫器、敲砸器、刮削器、骨、角器有铲、锥等。此外发现鸟类、猕猴、虎、熊、牛、鹿和麝等动物化石。为施甸县文物保护单位。
该遗址与附近的塘子沟遗址、保山板桥龙王塘遗址、施甸姚关火星山大岩房遗址、施甸姚关火星山大马圈岩房遗址、施甸姚关老虎洞洞穴遗址等发现距离相近，根据考古鉴定同属于旧石器时代晚期，并存在明显的亲缘关系，应该是古代濮人的先民。

## 图像

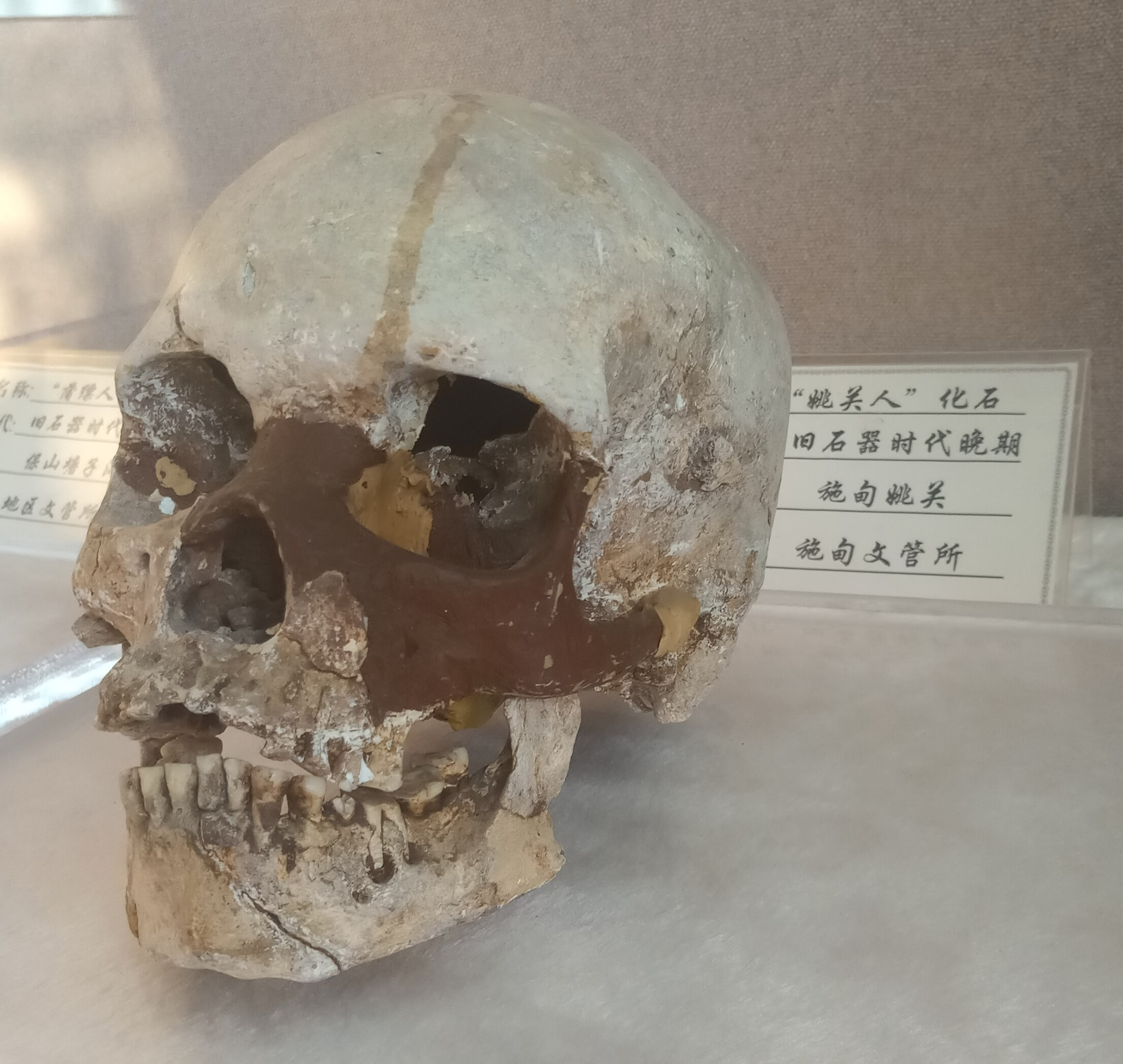
“姚关人”化石，旧石器时代晚期施甸姚关万仞岗遗址，现藏于保山市博物馆
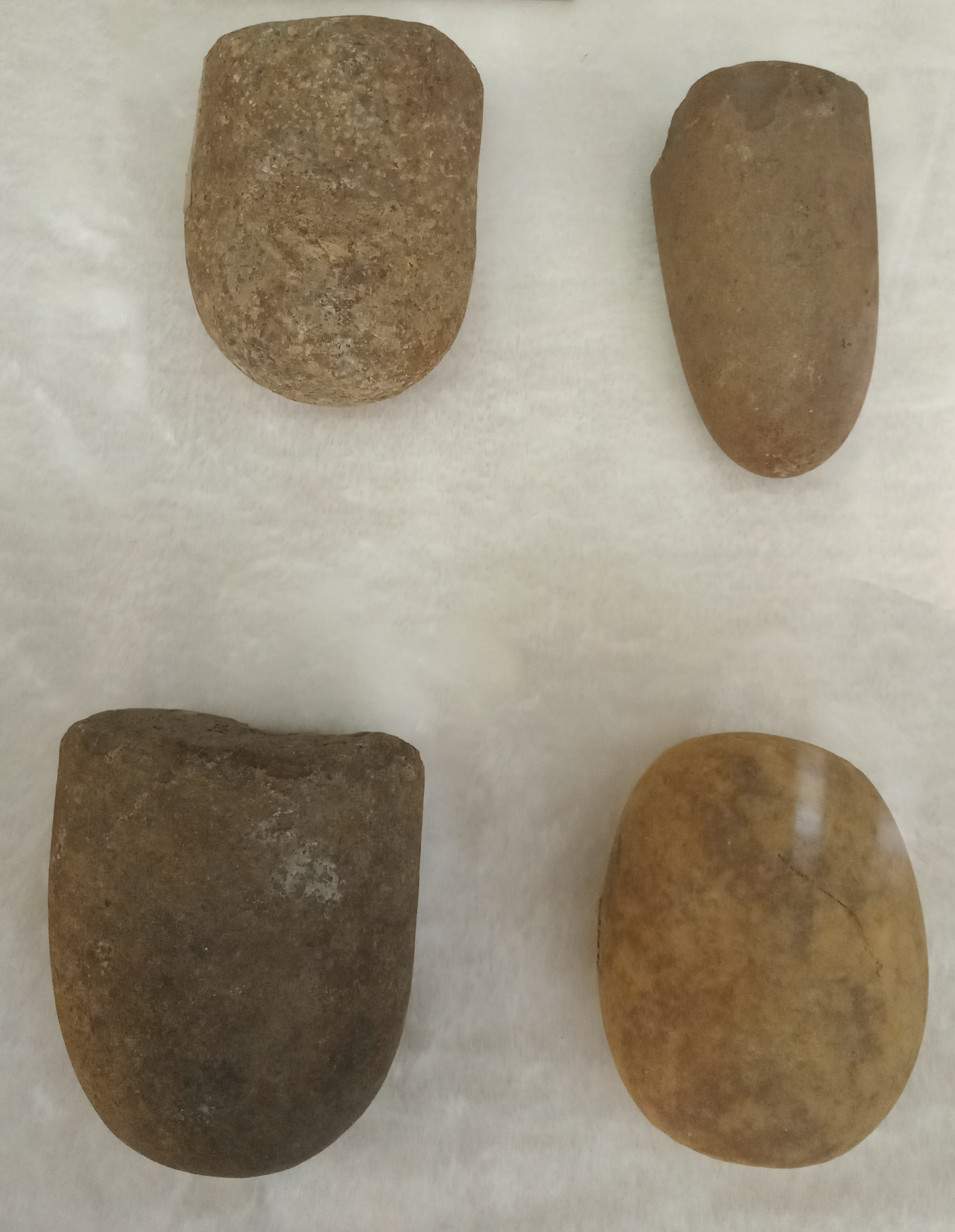
石锤，旧石器时代晚期施甸姚关万仞岗遗址，现藏于保山市博物馆